# Maceió (navio)
O Maceió foi um navio mercante a vapor brasileiro pertencente ao Lloyd Brasileiro.
Navio de bandeira alemã, batizado Santa Anna, chegou ao Brasil em agosto de 1914. Foi apreendido pelo governo brasileiro em 1 de junho de 1917 e entregue ao Lloyd. No dia 3 de agosto de 1918 foi torpedeado pelo SM U-43 próximo ao cabo Ortegal na costa nordeste da Espanha e afundou.